# 拉維·撒迦利亞
弗雷德里克·安東尼·拉維‧庫馬爾·撒迦利亞（英語：Frederick Anthony Ravi Kumar Zacharias，1946年3月26日—2020年5月19日）是一位印度出生的加拿大裔美国人基督教护教者。作为福音派新教的捍卫者，撒迦利亞是許多基督教书籍的作者，包括福音派基督教出版商协会在「神学和教义」項目裡的金勳章书奖得主《如果沒有神》一書，和基督教畅销书中的《在圣战的阴影下的光》和《人人擁有神聖的呼召》。撒迦利亞是拉維撒迦利亞国际事工（Ravi Zacharias International Ministries, RZIM）的创始人和董事会主席，也是广播节目「Let My People Think」和「Just Thinking」的主持人。

## 人生初期
撒迦利亞于1946年出生于印度马德拉斯，但他的家人在他幼时就搬到了德里，并在那里长大成人。他的家人是英国圣公会教徒，但他说他直到17岁试图吞毒自杀时，原是一名无神论者。在医院里，一名当地的基督徒工作者带给他一本圣经，并告诉他的母亲从约翰福音14章读给他聽。撒迦利亚说是约翰福音14:19感动了他并成为了他定义人生的範式：「因為我活著，你們也要活著。」他说當時想說：「这可能是我唯一的希望：一种新的活出生命的方式，那根據生命的作者所定义的生命。」在當下他将自己的生命献给了基督，祷告說:「耶稣，如果祢是赐予我們那所該活的生命的那一位，我想要它。请让我健康的离开这张病床，我保证我將在追求真理的过程中不遗余力。」 1966年，撒迦利亞与家人移民到加拿大，於 1972年取得安大略圣经学院（现为廷代尔大学 ）的本科学位，和在三一国际大学取得神學碩士。1990年，他在英国剑桥的神學院里德利學堂做了两到三个月的学术休假。虽然里得利學堂不是剑桥大学的一部分，它与此大学維持着提供神学教育的关系。撒迦利亞拥有數個荣誉博士学位。 

## 事工

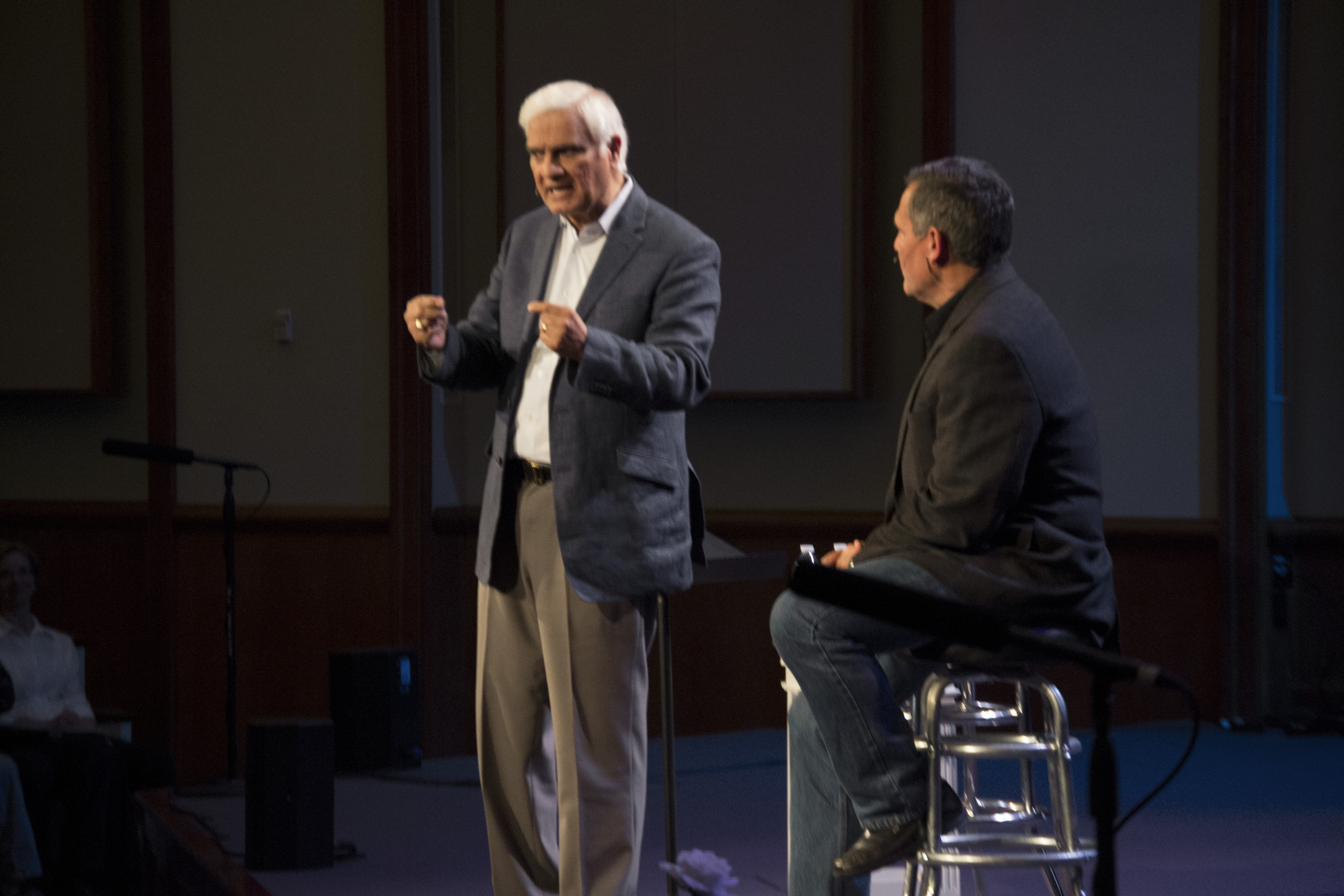
撒迦利亞在基督社区教堂与Joe Coffey牧师討论对基督教的反对意见的回應。

撒迦利亚于1971年在越南度过夏季，在那里向美国士兵和被监禁的越共传教。自安大略圣经学院毕业后，他开始与加拿大的基督教宣道會（C＆MA）进行巡回传教。1974年，基宣會将他送往柬埔寨，在該國政權垮台於红色高棉之前的短暂时间内讲道。1977年，自三一大学毕业后，撒迦利亚受基宣會差派到世界各地讲道。 
1983年時，撒迦利亚应邀在荷蘭阿姆斯特丹的葛培理福音协会的年度福音传教士会议上发表演讲。就是在这里，他首次注意到在基督教护教学的领域缺乏事工。在阿姆斯特丹之后，當年暑期撒迦利亞在印度传福音。他在那里继续看到护教事工的需要，既需要带人信基督，也需要训练基督徒的领袖。1984年8月，拉維撒迦利亞国际事工在加拿大多伦多成立，以追求他作为“知識份子抵抗者领域的古典传道者”的呼召。如今，其总部位于美國佐治亚州亚特兰大 ，并在加拿大、印度、新加坡、英国、中东、香港、羅馬尼亞、土耳其、奥地利、西班牙和南非设有办事处。他后来被基督教宣道會任命，并被差派为国际传道者 。 
1989年時，在柏林圍墙倒塌后不久，撒迦利亚应邀去莫斯科演講。  在那里，他与列宁军事学院的学生以及地缘政治战略中心的政治领导人进行了交谈 。这是许多向政治世界传福音的机会中的第一个。未来的活动包括了於1993年獲邀至哥伦比亚波哥大  ， 他向司法部人员讲述了拥有坚实的道德基础的重要性 。 
1990年時，撒迦利亚写了他的第一本书《破碎的面貌：无神论的真面目》 。1993年時，他受邀 至哈佛大学的第一届 Veritas 论坛上发言 ，並那年稍後是 Urbana 會議的主講嘉賓之一。  他仍然是这些论坛的常客 ，在佐治亚大学 、密歇根大学 和宾夕法尼亚州立大学等学术机构进行讲座和回答学生的问答 。 
2004年時， 撒迦利亚引起了美國媒体的关注。耶稣基督后期圣徒教会 （LDS，摩爾門教会）在盐湖城大礼拜堂开放了它的标志性讲坛，讓他演說了一系列的講道。 撒迦利亚发表了一部名稱為「谁是真理？ 捍卫耶稣基督为道路、真理和生命」的講道，觀眾為大约7,000多名民眾和 LDS 及新教兩教派的学者，讓這兩個陣营之间能开始进行公开的对话 。 
有些福音派人士批评撒迦利亚不利用此机会直接面對历史上基督教与摩爾門教会信仰之间的「深層和基础性的」差异的决定。 他的回应是說基督徒不应该立即谴责摩门教的神学差异，而是「慷慨並一步一步地，以清晰和堅信來传达我们的信仰」。 他说这麼做与向人家表明他们信仰的缺点一样有效 。 此活動差一點被活動主辦人格雷格·強逊，站在一起機構的总裁，的一個聲稱破壞了﹑因他声称撒迦利亚与编辑《邪教王国》这本书无关，只是将他的名字借给了最新版本。 约翰逊后来为他的說詞道歉 。 
撒迦利亚是福音派社区中经常受邀的主题讲师，参加2004年的「真理的未来」会议 ， 2005年的美國「全国宗教广播業者會議和博览会」， 2006年的全国基督教护教学会议 。 在2007年10月的连续幾晚，他首先向弗吉尼亚理工大学的学生和教师，之後向弗吉尼亚州布莱克斯堡的民眾，演說關於弗吉尼亚理工大学大屠杀而引出的邪恶和痛苦的问题 。 撒迦利亚代表福音派社区参加美國华盛顿特区的全國祈祷日、联合国的年度祈祷早餐、以及在莫桑比克马普托舉辦的非洲联盟祈祷早餐，并被任命为2008年全國祈祷日專案小組的名誉主席 。 他也参加了在2016年7月举行的基督教 Together 2016 (「2016團結一起」)会议，此活動教宗方濟各參與發言，并将此次活动描述为一次勇敢的努力   。 
2009年11月時，撒迦利亚接受了廣播節目Focus on the Family 的真理專案的采访。 他签署了一份名为「 曼哈顿宣言」的基督教声明，该声明肯定了人类生命的神圣性，婚姻作为一對夫妻結合的尊严，以及宗教自由是正义和共同福祉的基本原则 。 
2014年時，撒迦利亚重新出版了他的书「The Lamb and The Fuhrer」，一場在阿道夫·希特勒 、 耶稣基督和迪特里希·潘霍華之间的想象对话，作为一本圖像小说 。2016年時，共和党总统候选人马可·卢比奥任命撒迦利亚为他的亲近生命(反墮胎)「生命的尊严」諮詢小组 。 

## 争议
2017年時，《今日基督教》报道了博主指控扎撒迦利亚卡里亚斯夸大了他的学历 。 据說撒迦利亚在多篇文章和视频中在提及自己時，使用了「博士」的頭銜以其自稱，尽管他並無博士学位的资格。 该报導也说他「被授予十个荣誉博士学位」和「在拉维的印度家园......榮譽稱號是习惯性的並且经常使用于对老年人的尊重，包括印度拉維撒迦利亞国际事工团队對拉维對话时。 」「撒迦利亚在牛津大学和剑桥大学的学术职位的真实性也受到了质疑」 。在一份声明中，拉維撒迦利亞国际事工表示「在早年時期，「博士」确实在我们的一些資料中有出现在拉维的名字之前，包括在我们的网站上，而對於荣誉博士学位來說这是一个合适並被接受的做法。 但是，由于这种做法在某些圈子中是有争议的，我们不再使用它」。《今日基督教》报導说，撒迦利亚的线上传记在他的學歷被指控後已被修改過了 。 
撒迦利亚也曾是涉及不当行为的當事人，被指控他和加拿大事工的支持者Lori Anne Thompson 互相交换性短信和不适当的电子邮件。 《今日基督教》杂志报導说，撒迦利亚对Thompson提起了一起 RICO 诉讼，回應一封包含对撒迦利亚明确指控的要求信。 此案件于2017年11月结案。 在2017年12月3日的声明當中，撒迦利亚说：「让我明确指出，我从未在公开或私下場合，单独见过[Thompson]。 问题不在于我是否索取或向[她]发送任何不雅照片或信息 — 我没有，而且没有任何的反证 — 而是我是否应该自愿参與和不是我妻子的女性的延长通訊。我可以毫不含糊地说，答案是『不』。我完全承担责任。 」撒迦利亚补充说，在他们的婚姻中，他对他的妻子玛吉「非常忠诚」，但承认他「失誤在没有采取明智的谨慎，來防禦自己有連不当行为之疑的跡象﹍ 」 撒迦利亞拒绝评论關於他被指控对Thompson女士說的自杀威胁，理由是他与Thompson的保密协议条款 。 

## 家庭
1972年5月，撒迦利亞与玛格丽特「玛吉」雷诺兹结婚，后者在他的教会的青年团体中相遇 。他们育有三个孩子。 

## 世界观
撒迦利亚说，一个连贯的世界观必须能够令人满意地回答四个问题： 起源 ， 生命的意义 ， 道德和命运 。 他说，虽然每个主要宗教都对真理提出专属主张，但基督教信仰是是惟独的能夠回答所有这四个问题的  。他经常宣講基督教世界观的连贯性 ，聲稱基督教能够承受最严厉的哲学攻击。 撒迦利亚认为， 基督教辩护者必须从三个层面争论：理论，來把论证的逻辑排列起來; 艺术 ，來做演示；和「厨房谈话 」，來做总结和應用。 撒迦利亚的辩护风格主要注重於基督教对人生的龐大存在问题的解答  ，以辯护上帝 。 

## 作品
- 《破碎的面貌：无神论的真实面目》（1994年，2004年） ISBN 0-8010-6511-9
- 《如果沒有神》 （1994年，1996年） ISBN 0-8499-3943-7
- 《从邪恶中拯救我们》（1996,1998） ISBN 0-8499-3950-X
- 《心灵的呼喊 》（1998年，2002年） ISBN 0-8499-4387-6
- 《商人和小偷》 （1999）（儿童） ISBN 0-7814-3296-0
- 《破碎的承诺》 （2000）（儿童） ISBN 0-7814-3451-3
- 《其他众神之中的耶稣》 （2000年，2002年） ISBN 0-8499-4327-2
- 《其他众神之中的耶稣》（青年版） （2000） ISBN 0-8499-4217-9
- 《莲花与十字架：耶稣与佛陀会谈》 （2001） ISBN 1-57673-854-X
- 《理智与感性：耶稣与奥斯卡王尔德会谈》 （2002） ISBN 1-59052-014-9
- 《圣战阴影中的光明：真理的斗争》 （2002） ISBN 1-57673-989-9
- 《夺回奇迹》 （2003） ISBN 1-59145-276-7
- 《你的教会准备好了吗？：激励领导者过上道歉的生活》 （2003）（编辑，诺曼盖斯勒） ISBN 0-310-25061-7
- 《谁造了上帝？ 并回答了100多个其他关于信仰的难题》 （2003）（总编辑，Norman Geisler） ISBN 0-310-24710-1
- 《邪教王国》（2003）（编辑） ISBN 0-7642-2821-8
- 《我以撒，娶妳，利百加：从浪漫到持久的爱》 （2004） ISBN 0-8499-0822-1
- 《王子与先知：耶稣与穆罕默德会谈》 （版权所有2004，将于死后出版） ISBN 1-59052-319-9
- 《羔羊和元首：耶稣与希特勒会谈 》（2005） ISBN 1-59052-394-6
- 《从东方走向西方：阴影中的上帝》 （与RSB Sawyer合作）（2006） ISBN 0-310-25915-0
- 《人人擁有神聖的呼召》 （2007） ISBN 0-310-26952-0
- 《超越舆论：维护信仰我们捍卫》 （2008） ISBN 0-8499-1968-1
- 《理性的终结：对新无神论者的回应》 （2008） ISBN 0-310-28251-9
- 《没有原因嗎》 （2008年）（国家祈祷日书） ISBN 978-1930107212    （音频CD ISBN 978-1612560168    ）
- 《新生或重生：耶稣与克里希纳会谈》 （2008） ISBN 1-59052-725-9
- 《有一个计划》 （2009年）（摘自大韦弗 ） ISBN 0-310-31849-1
- 《基督教失败了吗？》 （2010年） ISBN 0-310-26955-5
- 《莲花与十字架：耶稣与佛陀会谈》 （2010） ISBN 1-60142-318-7
- 《为什么耶稣？ 在群众市场化的灵性时代重新发现他的真理》 （2012） ISBN 978-0-89296-319-5
- 《羔羊与元素 - 图画小说》 （2014） ISBN 978-161328-137-6
- 《为什么苦难？ 生命没有意义时寻找意义和舒适》 （2014） ISBN 978-1-45554-970-2
- 《与Vince Vitale，世俗神中的耶稣：基督的反文化主张》 （2017） ISBN 9781455569151

### 引用
1. ↑  .   [2019-04-30]. （原始内容存档于2017-07-16）.
2. ↑  .   [2019-04-30]. （原始内容存档于2017-06-12）.
3. ↑  . Evangelical Christian Publisher's Association. 1995  [2008-07-05]. （原始内容存档于18 May 2008）.
4. ↑  . Christian Booksellers Association and the Evangelical Christian Publisher's Association. August 2002  [2008-07-05]. （原始内容存档于19 May 2008）.
5. ↑  . Christian Booksellers Association and the Evangelical Christian Publisher's Association. October 2007  [2008-07-05]. （原始内容存档于19 May 2008）.
6. 1 2  . rzim.org.   [2019-04-30]. （原始内容存档于2012-08-25）.
7. ↑  Zacharias 2006，第42–43頁.
8. ↑  Zacharias 2006，第45頁.
9. ↑  Zacharias 2006，第101–105頁.
10. ↑  .   [2019-04-30]. （原始内容存档于2020-11-12）.
11. ↑  Zacharias 2006，第170頁.
12. ↑  Zacharias 2006，第163頁.
13. ↑  Zacharias 2006，第173頁.
14. ↑  Zacharias 2006，第178頁.
15. ↑  Zacharias 2006，第185頁.
16. 1 2  Edward Plowman. . National and International Religion Report. Evangelicals Now. March 1998  [2008-03-04]. （原始内容存档于2007-02-28）.
17. ↑  Zacharias 2006，第192–193頁.
18. ↑  Zacharias 2006，第197–199頁.
19. ↑  Zacharias 2006，第200–201頁.
20. ↑  Zacharias 2006，第203頁.
21. ↑  Zacharias 2006，第205–206頁.
22. ↑  Zacharias, Ravi. .   [2008-07-05]. （原始内容存档于2007-07-16）.
23. ↑  . Christianity Today. January 1996, 40 (1)  [2008-02-18]. （原始内容存档于2019-04-16）. While certain speakers such as Zacharias, sociologist Os Guinness, law professor Phillip Johnson, and philosopher Eleanor Stump have made repeat appearances, the actual presentation differs from school to school.
24. ↑  Parker, Pearman. . redandblack.com (The Red and Black Publishing Company Inc.). 2007-09-28  [2008-02-18]. （原始内容存档于2020-05-25）.
25. ↑  Schwartz, Karen. . The America's Intelligence Wire (Financial Times Ltd.). 2003-02-04  [2008-02-18]. （原始内容存档于2011-05-22）.
26. ↑  Colella, Kristin. . Daily Collegian online (Collegian Inc.). 2005-02-17  [2013-11-21]. （原始内容存档于2020-05-25）.
27. ↑  Moore, Carrie A. . Deseret Morning News (deseretnews.com). 2004-11-15  [2008-02-15]. （原始内容存档于2008-07-19）.
28. ↑  Chang, Pauline J. . The Christian Post. 2004-12-24  [2008-03-20]. 原始内容存档于2012-06-30.
29. ↑  Beverley, James A. . Christianity Today (christianitytoday.com). January 2005  [2008-03-20]. （原始内容存档于2018-11-20）.
30. ↑  Newswire, PR. . PR Newswire Association LLC. 2004-07-15  [2008-02-18].
31. ↑  Chang, Pauline J. . The Christian Post. 2005-02-13  [2008-02-18]. 原始内容存档于2012-06-30.
32. ↑  Vu, Michelle. . The Christian Post. 2007-03-02  [2008-02-18]. 原始内容存档于2013-01-02.
33. ↑  Key, Lindsay. . The Roanoke Times (roanoke.com). 2007-10-10  [2008-02-15]. （原始内容存档于2012-07-03）.
34. ↑  . National Day of Prayer Official Website.   [2008-07-05]. （原始内容存档于30 May 2008）.
35. ↑  . Christianity Today. 2016-06-11  [2016-06-12]. （原始内容存档于2016-06-12）.
36. ↑  . Official website.   [2016-06-12]. （原始内容存档于2016-06-12）.
37. ↑  . Ravi Zacharias' personal account. 2016-07-21  [2019-04-30]. （原始内容存档于2016-07-27）.
38. ↑  . Demossnews.com.   [2011-05-29]. （原始内容存档于1 September 2013）.
39. ↑  . Religion Press Release Services (Religion News Service). 18 June 2014  [11 March 2018]. （原始内容存档于19 February 2016）.
40. ↑  Gryboski, Michael. . The Christian Post. 2016-01-21  [2018-03-11]. （原始内容存档于2017-11-14）.
41. 1 2 3 4 5 6  Shellnutt, Kate; Zylstra, Sarah Eekhoff. . News & Reporting (Christianity Today). 3 December 2017  [24 February 2018]. （原始内容存档于2018-02-25） （英语）.
42. 1 2  . RZIM.   [24 February 2018]. （原始内容存档于2017-12-04）.
43. ↑  Zacharias 2006.
44. ↑  Zacharias, Ravi. . Nashville: Word. 1997: 219–220. ISBN 0-8499-3950-X.
45. ↑  Duin, Julia. . The Washington Times. 2003-07-04  [2008-02-18].
46. ↑  . The Atlanta Journal and The Atlanta Constitution. 1997-03-01  [2008-02-18]. （原始内容存档于2018-07-07）.
47. ↑  Zacharias, Ravi; Norman L. Geisler. . Grand Rapids: Zondervan. 2003  [2008-03-17]. ISBN 0-8499-3950-X. （原始内容存档于2008-01-07）.
48. ↑  For example: Zacharias, Ravi. . Dallas: Word Publishing. 1994. Introduction, page xvi. ISBN 0-8499-1173-7.

### 來源
- Zacharias, Ravi. . Grand Rapids: Zondervan. 2006. ISBN 0-310-25915-0.

## 外部連結
- Ravi Zacharias International Ministries （页面存档备份，存于）
- Ravi Zacharias Radio Broadcasts （页面存档备份，存于） Just Thinking and Let My People Think
- Ravi Zacharias's Talks at TEDS （页面存档备份，存于）
- Ravi Zacharias's Commencement Address at Patrick Henry College (2017)